# Shenouda III
Shenouda III o Xanuda III d'Alexandria (àrab: شنودة, Xanũda; copte: Ϣⲉⲛⲟⲩⲟϯ), també conegut com a Papa Xanuda (Asyut, 3 d'agost de 1923- el Caire, 17 de març de 2012), va ser el 117è Patriarca d'Alexandria i Patriarca de tota Àfrica de la Santa Seu apostòlica de Sant Marc de l'Església Ortodoxa Copta.
Amb motiu del seu càrrec, Shenouda III fou el cap del Sant Sínode del Patriarcat Copte Ortodox d'Alexandria i de l'Església Copta mundial. Ostentà de manera oficial el títol de «Sa Santedat Papa d'Alexandria i de tot Egipte, Núbia, Etiòpia i de la Pentàpolis i Patriarca de tot el país evangelitzat per Sant Marc».
Va ocupar el patriarcat d'Alexandria des del 14 de novembre de 1971 fins a la seva mort el 2012. Durant el seu papat, sa santedat Shenouda III va ordenar els primers bisbes de la història per a diòcesis nord-americanes, que aglutinen avui dia més de cent esglésies, en comparació amb les quatre que existien el 1971. També va ordenar els primers bisbes de la història d'Austràlia i la primera església copta a Sud-amèrica. També va permetre la creació del Patriarcat d'Eritrea el 1993 i en va ordenar al patriarca.
Se'l coneix per la lluita a favor de la unitat del cristianisme i, des dels anys 1970, ha defensat el diàleg interconfessional entre les diferents faccions cristianes.

## Infància
Va néixer el 3 d'agost de 1932 a Asiut, al sud d'Egipte, essent el menor d'una família de vuit fills. Amb 16 anys es va involucrar en el moviment dominical de l'Escola Copta.
Nazeer Gayed va treballar activament a l'església i va servir com a professor de l'escola dominica, primer a l'església de Sant Antoni a Shoubra i més tard en l'església de Santa Maria Mahmasha.

## Vida monàstica i servei educatiu
Després de completar la graduació en història a la Universitat del Caire, va treballar en un institut de la capital com a professor d'anglès i ciències socials, al mateix temps que acudia a les classes del Seminari Copte Ortodox a les nits. Després de graduar-se al seminari el 1949, fou elegit com a professor d'estudis del Nou Testament.
El 18 de juliol de 1954, Nazeer Gayed es va unir a la vida monàstica al Monestir Siri de Scetes. Allí li fou atorgat el nom de pare Antoni el-Syriani (Antoni el Siri, o Antoni del Monestir Siri). Durant sis anys, des de 1956 fins al 1962, va viure una vida de solitud en una cova a set milles del monestir, dedicant tot aquest temps a la meditació, oració i dejuni. Antoni el Siri va estar entre els candidats per ser nomenats al tron papal el 1956, però el papa Ciril VI fou finalment elegit per aquest càrrec.
Més endavant, en el monestir de la Virginitat Eterna de Maria de la Theotokos (Síria), va esdevenir monjo sota el nom de fra Antoni el Siri. Durant aquesta època va viure com a ermità.

## Ordenació com a bisbe
El 30 de gener de 1962, el Papa Ciril VI d'Alexandria, va designar Fra Antoni el Siri com a bisbe per a l'Educació cristiana i com a degà del Seminari de Teologia Copta Ortodoxa, i el va designar amb el nom de Shenouda. El nom és un homenatge a un destacat estudiós i escriptor copte que fou sant.
Sota el lideratge del bisbe Shonouda, es va triplicar el nombre d'estudiants del seminari de teologia copta ortodoxa. El bisbe Shenouda fou suspès el 1966 pel papa Ciril VI. ,  Això fou el resultat de les entusiastes campanyes per al canvi que usaven frases fortes, com per exemple donar suport al dret del poble a triar els bisbes i sacerdots, un principi que el bisbe Shenouda després va aplicar quan va esdevenir Patriarca d'Alexandria. Després va ser resolt, aquest conflicte entre el papa Ciril i el bisbe Shenouda.

## Coronació com a papa dels coptes
Fou coronat com a papa Shenouda III, el 117 papa d'Alexandria i patriarca de la seu de Sant Marc el 14 de novembre de 1971, prop de 9 mesos després de la mort del papa Ciril VI. Com que ja era bisbe, no va poder elegir altre nom diferent al de Shenouda.
La cerimònia de la coronació fou la primera realitzada a la nova catedral de Sant Marc del Caire.

## Mort
El dia 17 de març de 2012, va morir als 88 anys a conseqüència de problemes de fetge i pulmons dels quals ja havia estat tractat a clíniques dels Estats Units.
L'Església Copta va anunciar un període de dol i que els sermons del funeral començarien després de l'arribada al Caire de tots els bisbes de la jerarquia, tant d'Egipte com d'altres llocs del món.
Durant el 18 i 19 de març, el seu cos fou exposat al públic a la Catedral de Sant Marc del Caire, reposant sobre el tron cerimonial amb vestimenta sacerdotal d'or i vermell, amb una mitra dorada al cap i un bàcul d'or a la seva mà.